# Tilton, Illinois
Tilton là một làng thuộc quận Vermilion, tiểu bang Illinois, Hoa Kỳ. Năm 2010, dân số của làng này là 2724 người.

## Dân số
Dân số qua các năm:
- Năm 2000: 2976 người.
- Năm 2010: 2724 người.